# Adya van Rees-Dutilh
Adrienne (Adya) van Rees-Dutilh (Rotterdam, Països Baixos, 7 de juny de 1876 - Utrecht, 11 d'octubre de 1959) va ser una artista tèxtil, brodadora, pintora, litografista i artista gràfica holandesa. Va formar part de les avantguardes i, en concret, del moviment dadà a Zuric i va ser una de les signants inicials del primer manifest dadà de Berlín.

## Biografia
Rees-Dutilh, de soltera Dutilh, va estudiar dibuix amb Barbara Elisabeth van Houten a La Haia i va continuar amb Ernest Blanc-Garin al seu taller de Brussel·les. Vivia amb la seva família a la zona de Montmartre, de París, juntament amb un grup d'artistes i intel·lectuals conegut com Bateau-Lavoir. Així, va estar a prop d'artistes com Van Dongen, Freundlich, Cendrars i Chagall. Piet Mondrian va pintar un retrat de van Reesː Female Figure (1912). Al voltant d'aquesta època, Rees-Dutilh va començar a centrar-se en la creació de tapissos i brodats abstractes.
La seva recerca artística segueix una recerca espiritual, vinculada inicialment a la teosofia, i després a la religió católica, a la qual es va convertir el 1914; la religió va esdevenir un tema important en el seu art posterior.
Es va traslladar a Suïssa durant la Primera Guerra Mundial. El novembre de 1915 va participar en una exposició dadà col·lectiva a la Galerie Tanner de Zuric, en què va exposar els seus brodats. El 1918 va signar el manifest Dada de Berlín.
Rees-Dutilh es va traslladar a París i es va involucrar amb el grup d'art Cercle et Carré (Cercle i Quadrat). Va passar els anys de la Segona Guerra Mundial a Suïssa, on es va concentrar a brodar temes històrics i religiosos. Va tornar als Països Baixos el 1949, i hi visqué fins a la seva mort, el 1957.

## Vida personal
El 1909 es va casar amb el també artista Otto van Rees, amb qui va tenir tres fills. Durant la guerra Rees-Dutilh es va separar del seu marit, sense arribar a divorciar-se'n. Hi va tornar a viure des de 1949.